# Nicolai Wammen
Nicolai Wammen (ur. 7 lutego 1971 w Holbæk) – duński polityk i samorządowiec, parlamentarzysta, minister spraw europejskich i minister obrony w rządach Helle Thorning-Schmidt, od 2019 minister finansów w rządach Mette Frederiksen.

## Życiorys
W 2001 ukończył nauki polityczne na Uniwersytecie w Aarhus. Zaangażował się w działalność polityczną w ramach duńskich socjaldemokratów. Od 1998 zasiadał w radzie miejskiej w Aarhus.
W latach 2001–2005 po raz pierwszy był posłem do duńskiego parlamentu. W 2006 objął urząd burmistrza Aarhus, który sprawował do 2011. W wyborach w tym samym roku ponownie został wybrany do Folketingetu. W 2015, 2019 i 2022 z powodzeniem ubiegał się o parlamentarną reelekcję.
Od 3 października 2011 do 9 sierpnia 2013 był ministrem spraw europejskich w pierwszym rządzie Helle Thorning-Schmidt. Przeszedł następnie na stanowisko ministra obrony, które utrzymał także w drugim gabinecie tej samej premier, zajmując je do 28 czerwca 2015. 27 czerwca 2019 objął urząd ministra finansów w gabinecie Mette Frederiksen. Pozostał na tym stanowisku również w utworzony 15 grudnia 2022 jej drugim rządzie.